# Droga wojewódzka nr 871
Droga wojewódzka nr 871 (DW871) – droga wojewódzka w województwie podkarpackim łącząca ze wschodu na zachód Stalową Wolę z Tarnobrzegiem. Liczy ok. 37 km.
Na odcinku od Tarnobrzega do węzła z drogami nr 9 (E371) i 985 jest dwujezdniowa.
Droga na całej długości posiada klasę drogi głównej ruchu przyspieszonego, co oznacza że należy do dróg wojewódzkich o najwyższej klasie w województwie podkarpackim.
3 października 2011 r. oddano do użytku obwodnicę Grębowa.
7 listopada 2022 r. oddano do użytku obwodnicę Tarnobrzega.

## Historia numeracji
| Numer | Kategoria        | Przebieg (odcinek)                 | Lata obowiązywania | Źródło | Uwagi                            |
| --- | ---------------- | ---------------------------------- | ------------------ | --- | -------------------------------- |
| Nieznana numeracja przed 1985 rokiem – na ówczesnych mapach i atlasach samochodowych trasę oznaczano jako tzw. „drogę drugorzędną” lub „drogę lokalną”, bez podawania jej numeru. |                  |                                    |                    | |                                  |
| 84 | droga krajowa    | Tarnobrzeg – Grębów – Stalowa Wola | 1985 – 2000        | - Uchwała nr 192 Rady Ministrów z dnia 2 grudnia 1985 r. w sprawie zaliczenia dróg do kategorii dróg krajowych (M.P. z 1986 r. nr 3, poz. 16) - Samochodowa mapa Polski 1:750 000, wyd. czwarte, Warszawa/Wrocław: Państwowe Przedsiębiorstwo Wydawnictw Kartograficznych, 1987. Brak numerów stron w książce - Polska: Atlas samochodowy 1:300 000. Wyd. pierwsze. Warszawa: Polskie Przedsiębiorstwo Wydawnictw Kartograficznych, 1992. ISBN 83-7000-080-0. Brak numerów stron w książce - Mapa samochodowa Polski 1:700 000, wyd. 1, Szczecin: Wydawnictwo Kartograficzne KOMPAS, 1996–1997, ISBN 83-904373-2-5. Brak numerów stron w książce - Mapa samochodowa Polski 1:700 000, wyd. II zmienione i poprawione, Szczecin: Wydawnictwo Kartograficzne KOMPAS, 1997–1998, ISBN 83-904373-3-3. Brak numerów stron w książce |                                  |
| 871 | droga wojewódzka | Tarnobrzeg – Grębów – Stalowa Wola | po 2000            | - Polska: mapa samochodowa z podziałem administracyjnym 1:700 000, wyd. XII Zmienione, poprawione i uaktualnione, Szczecin: Wydawnictwo Kartograficzne KOMPAS, 2004–2005, ISBN 83-904373-7-6. Brak numerów stron w książce - Polska: mapa samochodowa z podziałem administracyjnym 1:700 000, wyd. XIV Zmienione, poprawione i uaktualnione, Szczecin: Wydawnictwo Kartograficzne KOMPAS, 2005–2006, ISBN 83-904373-7-6. Brak numerów stron w książce - Mapa samochodowa Polski 1:700 000, wyd. XXVII, Dom Wydawniczy PWN, 2016, ISBN 978-83-7705-942-5. Brak numerów stron w książce | ograniczenia dla ruchu ciężkiego |

## Dopuszczalny nacisk na oś
Na całej długości drogi wojewódzkiej nr 871 dopuszczalny jest ruch pojazdów o nacisku pojedynczej osi do 10 ton.

## Miejscowości leżące przy trasie DW871
- Stalowa Wola
- Jamnica
- Grębów – obwodnica
- Jeziórko
- Stale
- Tarnobrzeg E371  – obwodnica